# Шумуликоски, Величе
Величе Шумуликоски (макед. Величе Шумуликоски, 24 апреля 1981, Струга, СРМ) — македонский футболист, полузащитник; тренер.

## Карьера

### Клубная
Футболом начал заниматься в 11 лет в клубе «Караорман» Струга. В 1998 году начал играть за «Караорман» во второй македонской лиге. В 1999 году перешёл в словенский клуб «Публикум» Целе. В 2002 году перешёл в чешский клуб «Синот» Угерске-Градиште, где выучил чешский язык.
В 2004—2006 годах выступал за петербургский «Зенит». С 2006 года играл за турецкий «Бурсаспор». 29 января 2008 года заключил контракт с «Ипсвич Таун». С 9 августа 2010 года — игрок футбольного клуба «Сибирь». В феврале 2012 года контракт был расторгнут по обоюдному согласию сторон.
В феврале 2012 года подписал контракт с клубом китайской Суперлиги «Тяньцзинь Тэда». Дебют состоялся 25 февраля против «Гуанчжоу Эвергранд» в рамках розыгрыша Суперкубка 2012 года (1:2).
В апреле 2013 года подписал контракт со «Словацко».

### В сборной
Игрок сборной Македонии с 2002 по 2013 год.